# Salakova Planina
Salakova Planina (makedonska: Салакова Планина) är en ås i Nordmakedonien. Den ligger i kommunen Studeničani, i den centrala delen av landet, 26 kilometer söder om huvudstaden Skopje.